# Age of Empires (серія ігор)
Age of Empires (укр. Епоха імперій) — серія відеоігор, стратегій в реальному часі, розроблювана Ensemble Studios і видавана Microsoft Studios. Епоха Імперій мала комерційний успіх, наклади продажів становили понад 20 мільйонів копій ігор.
Всі гри серії присвячені різним історичним епохам, де гравець розвиває цивілізації, проводячи їх крізь століття задля перемоги над противниками. Виняток становить Age of Mythology, заснована на міфологіях стародавніх народів.

## Ігри серії

### Основна серія
- Age of Empires (1997)
- Age of Empires II (1999)
  - Age of Empires II: The Conquerors (2000)
  - Age of Empires II: The Forgotten (2013)
  - Age of Empires II: The African Kingdoms (2015)
  - Age of Empires II: Rise of the Rajas (2016)
- Age of Empires III (2005)
  - Age of Empires III: The WarChiefs (2006)
  - Age of Empires III: The Asian Dynasties (2007)
- Age of Empires Online (2011)
- Age of Empires IV (2021)
- Age of Mythology: Retold (2024)

### Спін-офи
- Age of Mythology (2002)
  - Age of Mythology: The Titans (2003)
  - Age of Mythology: Tale of the Dragon (2016)
- Age of Empires: The Age of Kings (2006)
- Age of Empires: Mythologies (2008)

## Ігровий процес

Age of Empires III

В іграх серії Age of Empires гравець керує поселенням, збирає ресурси і наймає війська для знищення ворожого поселення, проводячи свої сили через кілька умовних «діб» розвитку.
На вибір дається кілька націй, кожна з унікальними спорудами, військами та механіками ігрового процесу.
Основою поселення слугує міський центр, в якому наймаються робітники, що створюють споруди і збирають ресурси. Поселення зазвичай складається з казарм, стаєнь, кузень, стін тощо. Всі робітники та бойові одиниці об'єднуються поняттям «юніт». Кожен юніт займає очки населення, ліміт яких підвищується будівництвом жител. Будівництво і найм військ вимагає ресурсів. Їжа головним чином необхідна для найму піхоти й кінноти, а також переходу в наступну «добу». Дерево потрібне для будівництва. А золотом оплачується найм найсильніших військ і різноманітні вдосконалення. Їжа добувається полюванням, забоєм свійських тварин на фермах, або збиральництвом, землеробством і риболовлею. Дерево отримується вирубкою лісу, а золото — з рудників. Запаси ресурсів з часом вичерпуються, що спонукає до пошуку та боротьби за нові.
Війська переважно включають піхотинців, стрільців, кавалерію, артилерію і флот. Вони володіють взаємними перевагами проти інших видів і вразливостями.